# Harold Mooney
Harold A. Mooney (Santa Rosa (Califórnia), 1 de junho de 1932) é um ecólogo estadunidense.
É professor da Universidade Stanford.
Obteve o doutorado na Universidade Duke em 1960, e no mesmo ano foi empregado na Universidade da Califórnia em Los Angeles. Foi membro da Universidade Stanford em 1968. É especialista em plantas e dinâmica de ecosistemas dos trópicos ao ártico. É um autor frequentemente citado.